# Бележени (Бихор)
Бележени (рум. Belejeni) насеље је у Румунији у округу Бихор у општини Драганешти. Oпштина се налази на надморској висини од 220 m.

## Становништво
Према подацима из 2002. године у насељу је живело 308 становника, од којих су сви румунске националности.